# Pati Feagiai
Pati Feagiai est né le 27 avril 1982 aux Samoa américaines. C'est un footballeur samoan-américain ayant participé à la défaite historique de son pays face à l'Australie sur le score de 31-0 en qualification de la Coupe du monde 2002.